# 2013 aux Tonga
Cet article présente les faits marquants de l'année 2013 aux Tonga.

## Évènements
- début mai : Les ministres de la Défense d'Australie (Stephen Smith), du Chili (Rodrigo Hinzpeter), de France (Jean-Yves Le Drian), de Nouvelle-Zélande (Jonathan Coleman), de Papouasie-Nouvelle-Guinée (Fabian Pok) et des Tonga (Lord Tuʻivakano, qui est également Premier ministre) se réunissent pour la toute première fois à Nukuʻalofa, pour discuter d'une meilleure intégration de leurs politiques de défense dans la région, et d'une meilleure coordination face aux désastres naturels. Smith, le représentant australien, indique aux médias que l'influence croissante de la Chine dans le Pacifique sud est un sujet de discussion majeur pour cette réunion. Des représentants des États-Unis et du Royaume-Uni sont présents en qualité d'observateurs[1].

- 10 mai : Naissance à Auckland (Nouvelle-Zélande) du prince Taufaʻahau Manumataongo (en), fils du prince héritier Siaosi Manumataongo Tukuʻaho et de son épouse la princesse Sinaitakala Fakafanua, second dans l'ordre de succession au trône tongien[2].

- 13 août : Décès de Lord Taumoepeau Tupou de Toula et Kotu, ancien ambassadeur et deux fois ministre[3].